# الهندوسية في فنلندا
تعد الهندوسية من الديانات الصغيرة في فنلندا. وتمثل المسيحية (ولا سيما اللوثرية) الدين الرئيسي الأكثر انتشاراً في البلاد.
يُقدر عدد الهندوس في فنلندا بنحو 5000 شخص ومعظمهم قدموا من الهند ونيبال وسريلانكا. ووصل عدد كبير من الهندوس إلى البلاد للمرة الأولى خلال مطلع القرن الواحد والعشرين نتيجة توظيف عدد من الشركات الفنلندية مثل نوكيا لعاملين من الهند في مجال تقنية المعلومات.
تظاهر قادة الأقلية الهندوسية بفنلندا عام 2009 احتجاجاً على عرض صورة فوتوغرافية «تشوه سمعة الهندوسية» في معرض أقيم بمتحف كياسما للفن المعاصر. وهو ما دفع المتحف لإزالة الترميز الدال على الهندوسية من الصورة.

## الجماعات والمنظمات الهندوسية
- أناندا مارغا.[4]
- جماعة تابعة للزعيم الروحي والرياضي سري شينموي.
- براهما كوماريس بالعاصمة هلسنكي.
- منظمة ساثيا ساي.

ويوجد معبد تابع لحركة هاري كريشنا بالقرب من مركز مدينة هلسنكي. لم يقم مجلس الدولة الفنلندي بالتصديق القانوني على أي أرض لبناء معبد للحركة أو لأي نوع من المعابد الهندوسية. كما تزدهر ممارسة اليوغا بشتى أنواعها، حيث تقول الكنيسة الإنجيلية اللوثرية الفنلندية وهي أكبر كنيسة مسيحية في البلاد أن عشرات الآلف يمارسون اليوغا.